# Der große Max
Der große Max ist ein politischer Comic, der ursprünglich gedruckt in der SZ am Wochenende erschien und von 2003 bis 2015 als Trickfilm jeden Freitag gegen 18:40 Uhr in der Abendschau des Bayerischen Rundfunks  ausgestrahlt wurde.

## Inhalt
Hauptperson ist der fiktive CSU-Bundestagsabgeordnete Max Froschhammer aus dem niederbayerischen Dorf Straßlfing, aus dessen Perspektive die aktuelle politische Lage gezeigt wird. Dieser ist ein konservativer und linientreuer Hinterbänkler, der die Vorsitzenden und Minister seiner Partei sehr bewundert und nach Kräften unterstützt – zumindest seiner Meinung nach.
Froschhammer ist kaum bei Handlungen zu sehen, sondern vor allem in Diskussionen. Die wichtigsten Schauplätze dafür sind sein Stammtisch und seine Familie; außerdem spielt sein Tagebuch eine wichtige Rolle, dem er nach seinen Erlebnissen und Diskussionen bei einem Glas Rotwein seine Sichtweisen und Pläne anvertraut. Nachdem dies geschehen ist, schreitet er zur Tat und versucht dabei, ein beliebiges – auch manchmal unpolitisches – Thema zu einem Vorteil seiner Partei umzudeklarieren. Unterstützung erhält er dabei oft vom 1988 verstorbenen Ministerpräsidenten Franz Josef Strauß, welcher ihm als Engel im Traum erscheint, stets übergroß und – typisch bayerisch – mit einem Maßkrug in der Hand dargestellt wird. Jede Folge endet mit dem Resümee: „Gut, dass es mich gibt!“

## Autoren
Die Figur Der große Max entstammt der Feder des SZ-Redakteurs Herbert Riehl-Heyse und des Karikaturisten Dieter Hanitzsch. Seit dem Tod Riehl-Heyses schreibt Hanitzsch die Geschichten alleine.
Gesprochen wurde Froschhammer im Trickfilm vom Schauspieler Jörg Hube, der am 19. Juni 2009 verstarb. Seit September 2009 lieh dann der Kabarettist Helmut Schleich „dem großen Max“ seine Stimme. Der Name Max Froschhammer stammt vom Kabarettisten Dieter Hildebrandt.

## Ende der Sendung
Am 18. Dezember 2015 wurde nach 12 Jahren die letzte Folge im Bayerischen Fernsehen ausgestrahlt. Diese endete mit den Worten „Gut, dass es Sie gibt!“ und den letzten Auftritten aller Hauptfiguren wie Max’ Stammtisch, der Familie Froschhammer sowie Horst Seehofer, Angela Merkel und Markus Söder.